# Storgrynnan, Malax
Storgrynnan är en halvö i Finland. Den ligger i Norra kvarken och i kommunen Korsnäs i landskapet Österbotten, i den västra delen av landet. Ön ligger omkring 28 kilometer sydväst om Vasa och omkring 360 kilometer nordväst om Helsingfors.
Halvöns area är 14 hektar och dess största längd är 1 km i nord-sydlig riktning. Storgrynnan sitter tillsammans med Aligrundet ihop med fastlandet med ett gemensamt landfäste.